# Why Did I Get Married?
Why Did I Get Married? (bra: Por Que Eu Me Casei?; prt: Porque É que Me Casei?) é um filme de comédia dramática adaptado para o cinema, lançado em 2007. O filme foi escrito, dirigido, produzido e tinha em seu elenco Tyler Perry, que se inspirou em uma peça de teatro que tem o mesmo nome do filme.

## Elenco
- Tyler Perry como Terry Brock
- Janet Jackson como Patricia Agnew
- Jill Scott como Sheila
- Malik Yoba como Gavin Agnew
- Sharon Leal como Dianne Brock
- Tasha Smith como Angela
- Michael Jai White como Marcus
- Richard T. Jones como Mike
- Lamman Rucker como Troy
- Denise Boutte como Trina
- Keesha Sharp como Pam

## Trilha sonora
A trilha sonora do filme foi lançada pela Atlantic Records em 02 de Outubro de 2007.
1. Keith Sweat com Keyshia Cole - "Love U Better"
2. Babyface - "Sorry for the Stupid Things"
3. Anita Baker - "You Belong To Me"
4. Kelly Price - "Why"
5. Gerald Levert com Jaheim - "DJ Don't Remix"
6. Musiq Soulchild - "Betterman"
7. Tyrese - "One"
8. Hope - "Who Am I To Say"
9. Beyoncé - "Flaws And All"
10. Laura Izibor - "Mmm..."
11. Amel Larrieux - "No One Else"
12. Tamika Scott - "Why Did I Get Married"
13. Michael Bublé - "L-O-V-E"
14. Jennifer Holliday - "Givin' Up"
15. Musiq Soulchild - "Better Man"